# عائشة كولين
عائشة كولين (بالتركية: Ayşe Kulin)‏ (ولدت في عام 1941 في مدينة إسطنبول) روائية تركية وصحفية.

## مهنتها
تعد عائشة كولين إحدى الكتاب الأكثر قراءة، وذلك من خلال رواياتها وأعمال السيرة الذاتية التي قد ألفتها. كما حازت على العديد من الجوائز. وقد كتبت عائشة العديد من الكتب والقصص لكتاب يحظون بإشادة كبيرة وذلك ببساطة وطلاقة في الأسلوب. ثم نقلتهم إلى الشاشة الفضية.
تخرجت عائشة كولين من قسم الأدب بكلية البنات الأمريكية بمدينة أرنافوتكوي. وعملت عائشة كمحررة ومراسلة في عدة صحف ومجلات مختلفة. كما أنها عملت كمخرجة فنية ومنتجة أفلام وكاتبة سيناريو في التلفزيون والإعلانات والأفلام السينمائية لسنوات عديدة.

## خلال أعوام 1984 - 1996
في عام 1984 نشرت عائشة كولين أول كتاب لها يحتوى على عدة قصص بعنوان «أدر وجهك للشمس». وألفت قصة بعنوان «جوليزار» في هذا الكتاب كمان أنها حولته لفيلم بعنوان «الدمى المكسورة». وفي عام 1986 حازت على جائزة وزارة الثقافة عن دورها في هذا الفيلم. كما حازت عائشة كولين على جائزة أفضل منتجة فنية بجمعية كتاب المسرح عن أعمالها في مسلسل «أياشلي ومستأجريها» حيث أنها أنتجته وأخرجته في عام 1986.
في عام 1996 نشرت عائشة كولين كتاب بعنوان «السلام الودي» كما أنها ذكرت به قصة حياة منير نور الدين سلجوق. وفي العام نفسه حازت على جائزة قصة تانر خلدون بسبب تأليفها لقصة «صور الصباح» ثم بعد ذلك بعام حازت عائشة على جائزة «منحة قصة سيت فائق» بسبب تأليفها للكتاب الذي يحمل الاسم نفسه.

## خلال أعوام 1997 – 2003
كما أن كلية الإتصالات بإسطنبول قد أختارتها ككاتبة العام بسبب تأليفها لكتاب «أيلين» وذلك الكتاب الذي يحتوي على السيرة الذاتية لأيلين دفريميل ونُشر في عام 1997. من خلال هذا الكتاب قد اعترف العديد من الجمهور بعائشة كولين. في عام 1998 نشرت كتاب القصة «فترات طويلة»، كما أنها نشرت أيضاً الرواية التي تحوي السيرة الذاتية لسيفدالينكا حيث أن كلية الإتصالات قد إختارتها كراوية العام في عام 1999 ونشرت أيضاً رواية «فوريا» وهي تحوي على حياة فوريا كورال كما أنها رواية السيرة الذاتية التي صُدرت مرة أخرى في عام 2000.
تناولت عائشة كولين أصول التاريخ الجمهوري وأيضاً أصول الدراما المشهودة في المقاطعات الشرقية بتركيا وذلك في رواية «الجسر» التي نُشرت في عام 2001. خلال أعوام 2006 و2008 تحولت هذه الراوية لمسلسل تلفزيوني بإلاسم نفسه وقد بُث على شاشة قناة ستار. وعالجت عائشة كولين من خلال قصص الحب بسالة الدبلوماسيين الأتراك الذين أنقذوا مئات اليهود من الإبادة الجماعية خلال الحرب العالمية الثانية من خلال رواية «لاهث» حيث أنها نُشرت مرة أخرى في عام 2002. كما أنها حولت كتاب القصة «فترات طويلة» لمسلسل تلفزيوني يحمل الاسم نفسه وبُث على شاشة قناة ستار في عام 2007.
عام 2004
إن رواية «أصوات الليل» التي ألفتها عائشة كولين في عام 2004 قد حولتها لمسلسل تلفزيوني بالإسم نفسه وبُثت على شاشة قناة ستار بين عامي 2008 – 2009.

## مناقشةالإبادة الجماعيةللأرمن
كانت عائشة كولين ضيفة في برنامج " الأسئلة النموذجية " الذي يبُث على شاشة قناة " سي إن إن التركية ". وجذبت العديد من ردود الأفعال بسبب أقوالها التي إستخدمتها في إحدى الإجابات التي قالتها وهي كالآتي " أنا أحب الأرمن كثيراً ولكنه حدث إستثنائي، أود أن أقول أن ما حدث في الحرب هو إبادة جماعية، كما أنهم توقفوا وذهبوا مثل اليهود ونحن لم نمنعهم من ذلك". بدأ موقع على شبكة الإنترنت يُدعى "Change.org" حملة توقيعات إلكترونية من أجل حظر عائشة كولين وعدم قراءة كتبها أكثر من ذلك. وبناءً على ردود الأفعال هذه قامت عائشة كولين بكتابة خطاب لجريدة " اجوس " وأعربت بأنها أسُئ فهمها بالآتي " نعم، لقد قولت شيئاً خاطئاً، فأنا لا يمكنني بأن أقول الجملة مرة أخرى فهي مزمومة بفمي. فأنا أعيش في ضغط من الأسئلة المتتالية. فإن قول " توقف الأرمن بسبب جدارتنا " الذي أجُيز لي لم يكن كهذا على الإطلاق. أعلم جيداً بأن القارئين لكتبي والذين يعرفونني جيداً يعلمون بأنني لن أفكر هكذا وأنني لا يمكنني بأن أقول هذا. كان التالي ما أردت التعبير عنه، فالمنحازون للأرمن في هذه الدولة كانوا على وعي بما فعله هتلر باليهود. وحارب الأرمن والأتراك وتقاتلوا مع بعضهم البعض في حرب مخيفة. فالحروب مخيفة للغاية. ففي الواقع كل حرب تعد مذبحة. وقدمت اعتذاراً من خلال الكلمات الآتية " أعتذرا من كل قلبي لكم جميعاً ولأرمن تركيا بسبب جملتي التي أسائتوا فهمها. أعتذر لكم أيضاً بأنني كنت أعتقد بأن الأحداث المشهودة في عام 1915 كانت مذبحة وليس إبادة جماعية. وسأواصل ذلك لأن قلبي يهمس لي ويترنح بأن أهداف الأتراك في إبادة سلالة الأرمن لن تتحقق. أعتقد بأن هذه البلد تنتمي لي ولكم ولنا جميعاً وأتمنى الإستمرار في الحياة بها".

## أعمالها
- أدر وجهك للشمس، (قصة)، 1984
- السلام الودود، (سيرة ذاتية)، 1996

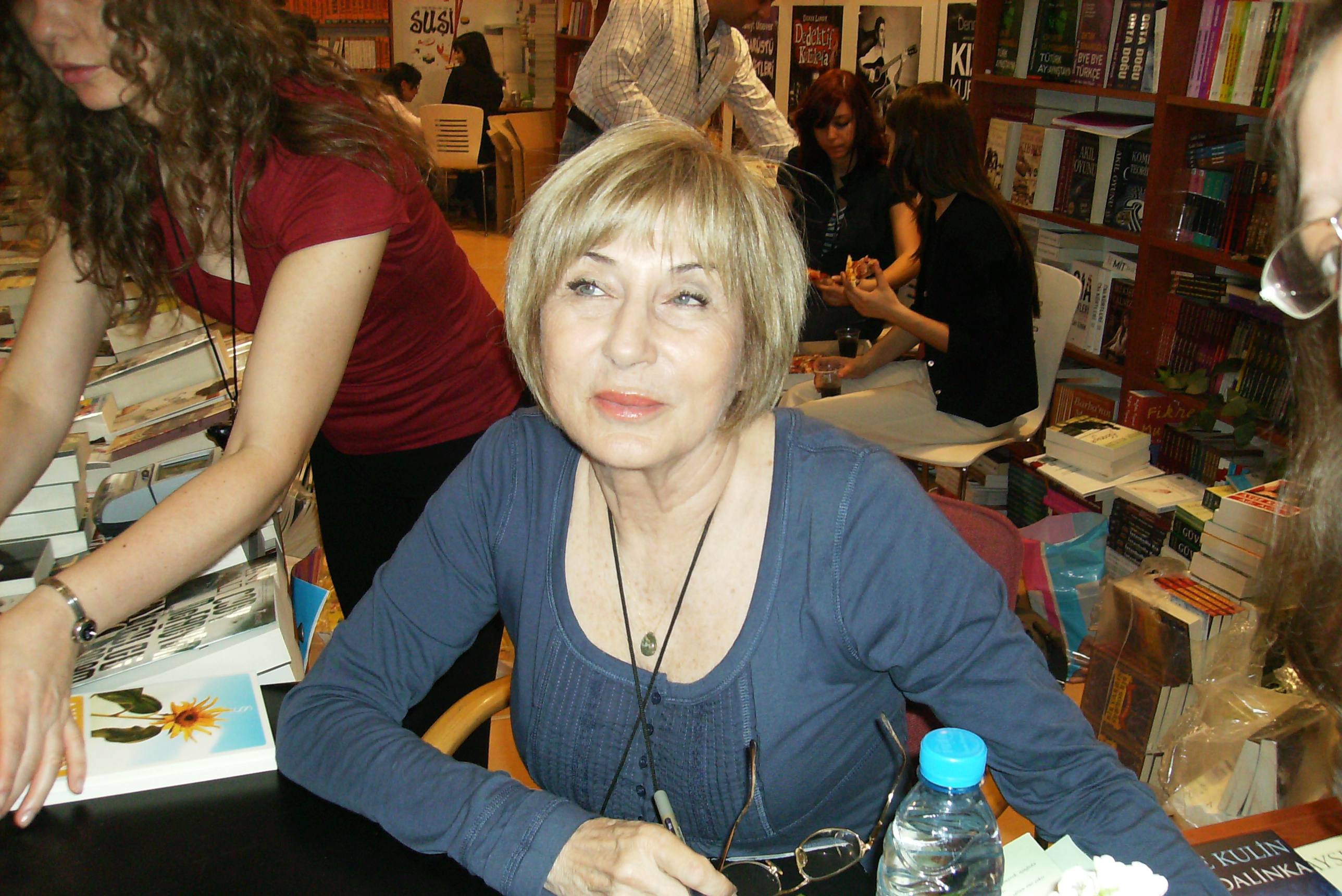
الإبهام

- إسمه: أيلين، (رواية السيرة الذاتية)، 1997
- فترات طويلة، (قصة)، 1998
- صور الصباح (قصة)، 1998
- سيفدالينكا، (رواية)، 1999
- فوريا، (رواية السيرة الذاتية)، 2000
- الجسر، (رواية)، 2001
- اللاهث، (رواية)، 2002
- شبه الوردة الحمراء بداخلي، (مقالة)، 2002
- إلى والدي، (سيرة ذاتية)، 2002
- أزهار الثلج، (بحث)، 2004
- أصوات الليل، (رواية)، 2004
- يوماً ما، (رواية)، 2005
- كان يا ما كان، (قصة)، 2007[6]
- الوداع[7] ، (رواية)، 2008[8]
- حكايات سيت نيني، (كتاب أطفال)، 2008
- الأمل، (رواية)، 2008[9]
- النافذة المفتوحة على الجدار الحجري، (ملخص أدبي)، 2009
- توركان، (رواية السيرة الذاتية)، 2009
- الحياة، (أربعون عاماً في مجهري) (1941 – 1964)، (رواية السيرة الذاتية)، 2011
- الحزن، (أربعون عاماً في مجهري) (1964 – 1983)، (رواية السيرة الذاتية)، 2011
- مسافر اللحظات الغامضة، (رواية)، 2011
- كتاب بورا، (رواية)، 2012
- العودة، (رواية)، 2013
- الخيال، (رواية السيرة الذاتية)، 2014

## وصلات خارجية
- عائشة كولين على موقع IMDb (الإنجليزية)
- عائشة كولين على موقع قاعدة بيانات الفيلم (الإنجليزية)
- الموقع الرسمي لعائشة كولين
- الحديث الصحفي لعائشة كولين
- تقييم القراء لكتبها